# Selva morale e spirituale
Selva morale e spirituale (SV 252–288) es el título corto de una colección de música sacra del compositor italiano Claudio Monteverdi, publicada en Venecia en 1640 y 1641. El título se traduce como «Bosque moral y espiritual». El título completo es: «Selva / Morale e Spirituale / di Clavdio Monteverde / Maestro di Capella della Serenissima / Republica Di Venetia / Dedicata / alla Sacra Cesarea Maesta dell’ Imperatrice / Eleonora / Gonzaga / Con Licenza de Superiori & Priuilegio. / In Venetia M DC X X X X / Appresso Bartolomeo Magni».

## Historia
Selva morale e spirituale fue la «antología más significativa de obras litúrgicas de Monteverdi desde las Vísperas de la beata Virgen en 1610». La colección de varias obras en diferentes instrumentos fue publicada en Venecia en 1640 y 1641. Mientras que la publicación de 1610 resume las obras sagradas de Monteverdi escritas para Vicente I Gonzaga, duque de Mantua, Selva morale e spirituale presenta obras compuestas en la Basílica de San Marcos de Venecia, donde Monteverdi había servido desde 1613. La colección se la dedicó a Leonor Gonzaga y la publicó Bartolomeo Magni. La fecha en el título original es 1640, pero el proceso de publicación duró hasta 1641. La edición se considera el testamento de la música eclesiástica de Monteverdi, compilada cuando ya tenía 74 años.

## Contenido
La colección contiene varias formas de música sacra, desde madrigales en italiano hasta una misa completa, la instrumentación varía entre una sola voz y ocho voces con instrumentos:
Las primeras tres obras son madrigales morales sobre poemas en italiano de Francesco Petrarca y Angelo Grillo. 
La misa, Messa à 4 da capella, tiene un stile antico para cuatro voces y bajo continuo. Se complementa con un Gloria à 7 de siete partes en stile concertato y partes separadas del Credo, como Crucifixus, Et resurrexit y Et iterum. 
Una característica destacada de la antología son las composiciones de salmos, especialmente las que se usan regularmente para un servicio de vísperas como Dixit Dominus (Salmo 110 en numeración hebrea y Salmo 109 en numeración Vulgata), Confitebor tibi Domine (Salmo 111), Beatus Vir (Salmo 112), Laudate pueri Dominum (Salmo 113) y Laudate Dominum (Salmo 117), la mayoría de ellos en diversos entornos.
La colección también contiene arreglos de himnos marianos como el Magníficat en dos versiones y tres arreglos de Salve Regina. La última sección contiene motetes para una sola voz.

## Tabla de contenidos
A
- O Ciechi il tanto affaticar Madrigale morale a 5 voci & due violini
- Voi ch'ascoltate Madrigale morale a 5 voci & due violini
- E questa vita un lampo a 5 voci
- Spontava il di  Canzonetta morale a 3 voci
- Chi vol che m'innamori Canzonetta morale a 3 con due violini
- Messa a 4 da capella
- Gloria a 7 voci concertata con due violini & quattro viole da brazzo

overo 4 Tromboni quali anco si ponno lasciare se occoresce l'acidente
- Crucifixus a quattro voci. Basso Tenore Quinto & Alto
- Et resurrexit a due Soprani o Tenori con due violini
- Et iterum a 3 voci. Basso & due Contralti Concertato con quatro Tron-

boni o viole da brazzo quali si ponno anco lasciare il qual Crucifixus servirà per variatione
della Messa a quattro pigliando questo in loco di quello notato tra li due segni
B
- Motetto a Voce sola in Basso Ab æterno ordinata sum
- Dixit Primo a 8 voci concertato con due violini & quattro viole on Tron-

boni quali se portasse l'accidente anco si ponno lasciare
- Dixit secondo a 8 voci concertato co gli stessi istromenti del primo &

nel medesimo modo
- Confitebor Primo a 3 voci con 5 altre voce ne repleni
- Confitebor Secondo a 3 voci concertato con due violini
- Confitebor Terzo alla francese a 5 voci quali si può concertare se piacerà

con quattro viole da brazzo lasciando la parte del soprano alla voce sola
- Beatus primo a 6 voci concertato con due violini & 3 viole da brazzo ove-

ro 3 Tromboni quali anco si ponno lasciare
- Beatus Secondo a 5 voci qual si pou cantare ridoppiato & forte o come piacerà
- Laudate pueri Primo a 5 concertato con due violini
- Laudate Pueri Secondo a 5 voci
- Laudate dominum omnes gentes Primo a 5 voci concertato con due violi-

ni & un choro a quattro voci qual potrasi e cantare e sonare co quattro vio-
le o Tromboni & anco lasciare se acadesse il bisogno
- Laudate Dominum Secondo a 8 voci & due violini
- Laudate Dominum Terzo a 8 voci
- Credidi a 8 voci da Capella
- Memento a 8 voci da Capella
- Sanctorum meritis Primo a voce sola e due violini sopra alla qual aria si

potranno cantare anco altri Hinni pero che sijno dello stesso Metro
- Sanctorum meritis secondo a voce sola concertato con due violini sopra

a la qual aria si puo cantare anco altri Hinni dello stesso Metro
- Iste Confessor voce sola & due violini sopra alla qual Aria si puo cantare

parimente Ut queant laxis die S. Gio. Batt. & simili
- Deus tuorum militum Hinno con doi violini
- Magnificat Primo a 8 voci con 2 violini e 4 viole ovvero 4 tromboni quali in accidente si possono lasciare
- Magnificat Secondo a quatro voci in genere da Capella
- Salve regina con dentro un Ecco voce sola risposta d'ecco & due violini
- Salve Regina a 2 voci due Tenori o due soprani
- Salve Regina a 3 voci Alto Basso & Tenore o Soprano

Motetti A Voce Sola
- Iubilate a voce Sola in Dialogo
- Laudate Dominum voce sola Soprano o Tenore
- Pianto Della Madonna sopra al Lamento del'Arianna

## Grabaciones
Selva morale e spirituale es una colección de obras individuales, no destinadas a interpretarse en ese orden. Ensemble Vocal de Lausanne realizó una grabación temprana de la colección completa, dirigida por Michel Corboz, en 1965 a 1967. Se han agrupado varios movimientos para formar servicios de vísperas. Musica Fiata Köln grabó una secuencia de vísperas en 1992, incluyendo «Dixit Dominus II», «Confitebor I», «Beatus vir I», «Laudate pueri I», «Laudate Dominum III», «Magnificat I» y «Salve Regina». Los movimientos vocales se combinaron con obras instrumentales de Giovanni Picchi de sus Canzoni da sonar (1625). Cantus Cölln grabó una primera grabación completa de todas las obras en 2001. Una grabación de 2003 del Ensemble Vocal Akadèmia combinó movimientos para misas y vísperas. En un enfoque similar, el conjunto La Venexiana proporcionó en 2008 dos Vísperas y una Misa, tratando de recrear la misa solemne, que celebró el cese de la peste en Venecia el 21 de noviembre de 1631.
- Michel Corboz, Ensemble Vocal et Instrumental de Lausanne, Erato Records 1965–87, reissued 6 CDs 2009
- Monteverdi: Selva Morale e Spirituale (excerpts), La Capella Ducale / Musica Fiata Köln, Roland Wilson 1992
- Konrad Junghänel, Cantus Cölln, Deutsche Harmonia Mundi, 2001
- Françoise Lasserre, Akadêmia Vocal Ensemble, ZigZag Territoires, 2003
- Gabriel Garrido, Ensemble Elyma, Ambronay CD, 2005
- Claudio Cavina, La Venexiana, 3 CDs, Glossa GCD 920915, 2008
- The Sixteen, Harry Christophers, 2010[3]
- Pablo Heras-Casado, Balthasar-Neumann Choir and Ensemble, Harmonia Mundi HMM 902355, 2017